# Lee Cronbach
Lee J. Cronbach (Fresno, 22 april 1916 - Palo Alto, 1 oktober 2001) was een Amerikaanse psycholoog die een belangrijke bijdrage heeft geleverd aan de ontwikkeling van psychologische methoden en technieken.

## Biografie
Cronbach haalde zijn bachelor aan het Fresno State College en daarna zijn master aan de Universiteit van Californië - Berkeley. In 1940 werd hij doctor in de onderwijspsychologie aan de Universiteit van Chicago. Na zijn promotie gaf hij eerst een tijd wis- en scheikunde aan Fresno High School. Daarna werkte hij aan de State College of Washington, de Universiteit van Chicago, en de Universiteit van Illinois. Hij eindigde zijn wetenschappelijk carrière aan Stanford-universiteit, waar hij vanaf 1964 als 'Vida Jacks Professor of Education' werkte. Cronbach was voorzitter van de American Psychological Association en de American Educational Research Association.

## Statistische betrouwbaarheid
Cronbach is het bekendst van zijn werk aan Cronbachs alfa, een belangrijke maat die de betrouwbaarheid van psychometrische tests weergeeft. Belangrijk is verder ook de door hem geformuleerde generaliseerbaarheidstheorie, een statistisch model voor het identificeren en kwantificeren van de oorzaken van meetfouten.